# Dél-Horászán tartomány

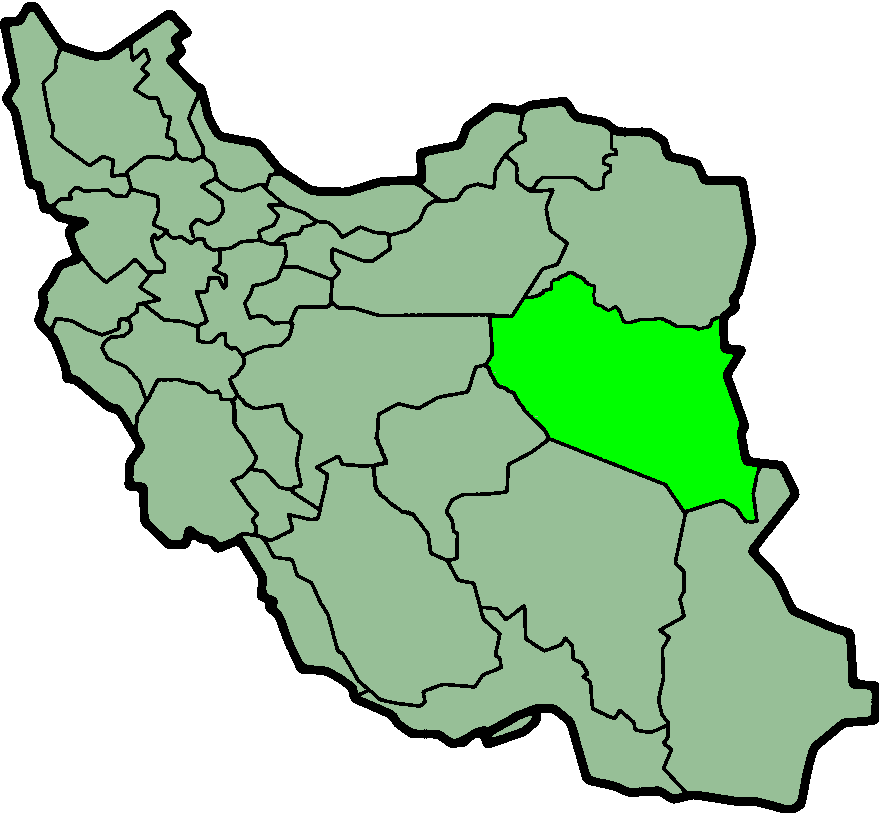
Dél-Horászán tartomány elhelyezkedése Iránban

Dél-Horászán tartomány (perzsául استان خراسان جنوبی [Ostân-e Khorâsân-e Jonubi]) Irán 31 tartományának egyike az ország keleti részén. Északon Razavi Horászán, keleten Afganisztán, délkeleten Szisztán és Beludzsisztán, délnyugaton Kermán, nyugaton Jazd tartomány és Iszfahán tartomány, északnyugaton pedig Szemnán tartomány határolja. Székhelye Birdzsand városa. Területe 85 290 km², lakossága 791 930 fő.

## Népesség
A tartomány népessége az alábbiak szerint alakult:
| Lakosok száma | 636 420 | 662 534 | 768 898 |
|               | 2006    | 2011    | 2016    |

## Közigazgatási beosztása
Dél-Horászán tartomány 2021 novemberi állás szerint 11 megyére (sahrasztán) oszlik. Ezek: Birdzsand, Bosruje, Darmiján, Ferdousz, Káenát, Nehbandán, Szaráján, Szarbise, Tabasz, Zirkuh és Huszf.

## Fordítás
- Ez a szócikk részben vagy egészben  a(z)   استان‌های ایران című perzsa Wikipédia-szócikk ezen változatának fordításán alapul.  Az eredeti cikk szerkesztőit annak laptörténete sorolja fel. Ez a jelzés csupán a megfogalmazás eredetét és a szerzői jogokat jelzi, nem szolgál a cikkben szereplő információk forrásmegjelöléseként.